# Бассетт (Канзас)
Бассет (Бассетт; англ. Bassett) — город в округе Аллен, штат Канзас, США. Расположен вдоль реки Неошо. По данным переписи населения США 2020 года, население города составляет 20 человек[уточнить].

## История
Город Бассетт был основан в 1903 году. В следующем году трамвайная сеть Iola Electric Railroad продлена до Бассетта. В 1914 году в Бассетте была проложена первая бетонная дорога в Канзасе.

## География
Бассет расположен к востоку от реки Неошо и прилегает к южной границе центра округа, города Айола. Озеро Бассола находится к востоку от города. Бассет находится менее чем в двух милях к юго-западу от развязки между автомагистралями 54 и 169.
По данным Бюро переписи населения США , город имеет общую площадь 0,23 км2, из которых 0,16 км2 занимает суша и 0,08 км2 — вода.